# Rödmylleregering
Rödmylleregering är det traditionella namnet i Finland på en regering som bygger på Centern och socialdemokraterna. Begreppet har också använts i Sverige om koalitionsregeringarna med socialdemokraterna och Bondeförbundet (nuvarande Centerpartiet) på 1930- och 1950-talen.